# Patrick Jansen (hockeyer)
Patrick Anthony Jansen (Arkonam, 14 december 1920 - Scarborough (Australië), 23 november 2003) was een Indiaas hockeyer. 
Jansen won in 1948 met de Indiase ploeg de olympische gouden medaille. Jansen emigreerde in 1963 naar het Australische Perth.

## Resultaten
- 1948  Olympische Zomerspelen in Londen